# أوم شانتي أوم
أوم شانتي أوم (بالهندية: ओम शांति ओम)‏ (بالإنجليزية: Om Shanti Om)‏ هو فيلم تم إنتاجه في الهند وصدر في سنة 2007. من بطولة شاه روخ خان وديبيكا بادوكون وأرجون رامبال.

## القصة
أوم شانتي أوم هي قصة تحكي عن رجل اسمه (أوم) الذي هو شاه روخ خان يحب أو يعشق الممثلة (شانتي) التي هي ديبيكا بادكون و (أوم) حلم بان يصبح ممثل ل أي دور الرئيسي بشرط ان تكون مع (شانتي) يوم من الايام في موقع التصوير كانوا يصوروا لمقطع من الفلم واشعلوا النار والممثلة (شانتي) حُبست في وسط الحريق وكان هذا خطأ تصويري ومن ثم قفز (أوم) من اعلى النيران وانقذها ومن ذلك اليوم أصبحا صديقين، لكن في أحد الأيام كان هناك رجل شرير وهو مؤسس (شانتي) وزوج (شانتي) سرا الذي لعب بطولته أرجون رامبال، اراد كل ثروة (شانتي) فخانها بزواجه بأخرى لانه يطمع بالكثير وحبسها في قصر واحرق القصر لكي لا تفضحه لانها كانت حامل بابنه وكان هناك (أوم) حاول انقاذها ولكن قُتل وهي أيضا قُتلت ولكن روحها موجودة في القصر وبعد 30 سنة عاد (أوم) في شخصية ابن الممثل (راج كابور) و شخصية ساندي التي تشبه (شانتي) طبق للاصل التي بدورها كانت معجبة بابن راج كابوور (أوم) جداً، وعندما تذكر ابن راج كابوور قبل سنوات ماذا حدث اخبر ساندي وقررا ان ينتقما من ذلك الرجل الشرير، ولكن بتمثيل فيلم يحكي القصة ياترى سوف ينجحان ويقتلانه ام تعود روح (شانتي) العائمة في القصر لقتله والانتقام منه!
والفيلم حصد نجاحاً كبيرا في شباك التذاكر

## طاقم العمل
- شاه روخ خان في دور مزدوج ك
  - أوم براكاش ماخيجا المعروف أيضًا باسم أومي
  - أوم كابور المعروف أيضًا باسم أوكي.
- ديبيكا بادوكون في دور مزدوج كـ
  - شانتي بريا
  - سانديا "ساندي" بانسال
- أرجون رامبال بدور موكيش "مايك" ميهرا، زوج شانتي
- شرياس تالباد بدور بابو ماستر، أفضل صديق لأومي
- كيرون خير بدور بيلا ماخيجا، والدة أومي
- جاويد شيخ بدور راجيش كابور، والد أوكي
- أسافاري جوشي بدور لوفلي كابور، والدة أوكي.
- يوفيكا تشودري بدور دوللي أرورا، بطلة أو كيه في فيلم داخل فيلم "أوم شانتي أوم".
- بيندو ديساي بدور كاميني أرورا، دوللي الأم
- نيتيش باندي بدور أنور شيخ، مساعد أوكي
- فيشال ددلاني كمخرج لفيلم محبة مان.
- هاريش هينجوراني في دور فايزان إف خان، مدير فيلم أوم شانتي أوم.
- نصير عبد الله بدور نصير مساعد راجيش
- سوريش شاتوال بدور سوريش، صديق أوم
- مانيكاندان فيلايوثام كمدير لـ "Mind It".
- مايور بوري كمخرج أباهيج بيار.
- سانجيف تشاولا كمنتج أباهيج بيار
- بريا باتيل في دور ناتاشا، بطلة أوكي في فيلم أباهيج بيار.
- فيكرام ساهو في دور طبيب أو كي
- سوهاس خاندكي في دور جراح أومي
- شاراد في دور حارس موكيش
- ياسين في دور حارس موكيش
- فرح خان بدور المرأة التي تسخر من أومي

### ظهور حجاب
- أبهيشيك باتشان بنفسه
- أكشاي كومار بنفسه
- أميشا باتيل بدور بطلة أو كي في فيلم بهير بهي ديل هي. "إن آر آي"
- أميتاب باتشان بنفسه
- بابي لاهيري بنفسه
- بيباشا باسو بنفسها
- مكتنزة باندي بنفسه
- ضياء ميرزا بدور بطلة أو كي في فيلم "مين بهي هون نا"
- فيروز خان بنفسه
- هريثيك روشان بنفسه
- كاجول بنفسها
- كاران جوهر بنفسه
- كاريشما كابور بنفسها
- كوينا ميترا بنفسها
- ماليكا أرورا بدور بطلة أو كي في فيلم محبات مان.
- بريتي زينتا بنفسها
- راكيش روشان أ نفسه
- راني موخرجي في دورها
- ريشي كابور في دورها
- سلمان خان في دورها
- سانجاي دوت في دورها
- سنجاي كابور في دورها
- ساتيش شاه بدور المخرج بارثو روي
- شبانة عزمي بدور نفسها
- سوبهاش جاي بدور نفسه
- ياش تشوبرا بدور نفسه

### أغنية "ديوانجي ديوانجي"
ظهر 31 ممثلًا من أفلام بوليوود في ظهور قصير لأغنية "ديوانجي ديوانجي".
- راني موخرجي
- زايد خان
- فيديا بالان
- جيتندرا
- توشار كابور
- بريانكا شوبرا
- شيلبا شيتي
- دارمندرا
- شبانة عزمي
- أورميلا ماتوندكار
- كاريشما كابور
- أرباز خان
- ماليكا أرورا
- دينو موريا
- أمريتا أرورا
- جوهي تشاولا
- أفتاب شيفداساني
- التبو
- جوفيندا
- ميثون تشاكرابورتي
- كاجول
- بوبي ديول
- بريتي زينتا
- ريخا
- ريتيش ديشموك
- سلمان خان
- سيف علي خان
- سانجاي دوت
- لارا دوتا
- سونيل شيتي

## وصلات خارجية
- أوم شانتي أوم على موقع IMDb (الإنجليزية)
- أوم شانتي أوم على موقع روتن توميتوز (الإنجليزية)
- أوم شانتي أوم على موقع نتفليكس (الإنجليزية)
- أوم شانتي أوم على موقع ألو سيني (الفرنسية)
- أوم شانتي أوم على موقع Turner Classic Movies (الإنجليزية)
- أوم شانتي أوم على موقع أول موفي (الإنجليزية)
- أوم شانتي أوم على موقع بوكس أوفيس موجو (الإنجليزية)
- أوم شانتي أوم على موقع فيلمافينيتي (الإسبانية)
- أوم شانتي أوم على موقع قاعدة بيانات الفيلم (الإنجليزية)
- أوم شانتي أوم على موقع ليتربوكسد (الإنجليزية)